# Sheberghan (distrikt)
Sheberghan, eller Shibirghan, (persiska: شِـبِرغان) är ett distrikt i Afghanistan. Det ligger i provinsen Jowzjan, i den norra delen av landet, 400 kilometer nordväst om huvudstaden Kabul. Administrativ huvudort är Sheberghan.
Distriktet beräknades år 2022 ha cirka 201 000 invånare.